# Caryophyllia valdiviae
Espèce
Statut CITES
Caryophyllia valdiviae est une espèce de coraux appartenant à la famille des Caryophylliidae.